# Le Formidable Envol de Motti Wolkenbruch
Pour plus de détails, voir Fiche technique et Distribution.
Le Formidable Envol de Motti Wolkenbruch (Wolkenbruchs wunderliche Reise in die Arme einer Schickse) est un film suisse réalisé par Michael Steiner (de), sorti en 2018.

## Synopsis
Un jeune homme juif va à l'encontre des traditions orthodoxes de sa famille.

## Fiche technique
- Titre : Le Formidable Envol de Motti Wolkenbruch
- Titre original : Wolkenbruchs wunderliche Reise in die Arme einer Schickse
- Réalisation : Michael Steiner (de)
- Scénario : Thomas Meyer
- Musique : Adrian Frutiger et Michael Schertenleib
- Photographie : Michael Saxer
- Montage : Benjamin Fueter
- Production : Michael Steiger, Hans G. Syz et Anita Wasser
- Société de production : DCM Pictures, Schweizer Fernsehen et Turnus Film
- Pays de production :  Suisse
- Langues originales : allemand, yiddish, hébreu et anglais
- Genre : comédie dramatique
- Durée : 94 minutes
- Dates de sortie : 
  - Suisse : 25 octobre 2018
  - France : 25 décembre 2019 (sur Netflix)

## Distribution
- Joel Basman : Motti Wolkenbruch
- Noémie Schmidt : Laura
- Udo Samel : Tate Moishe Wolkenbruch
- Sunnyi Melles : Mme Silberzweig
- Inge Maux : Mme Judith Wolkenbruch
- Lena Kalisch : Michal Süskind
- Aaron Arens : Yossi
- Meytal Gal : Jael
- Eli Gorenstein : le rabbin Jonathan
- Idit Teperson : Malka, la femme du rabbin
- Rachel Braunschweig : Mme. Süsskind
- Lea Whitcher : Bracha Freudenberg
- Friederike Frerichs : Bubbe Wolkenbruch
- Michael von Burg : Schloime Wolkenbruch
- Oriana Schrage : Dana Wolkenbruch
- Oliver Rickenbacher : David Wolkenbruch
- Judith Goldberg : Ruth Wolkenbruch
- Shelley Kästner : Mme Freudenberg
- Michael Rutman : M. Bernstein
- Ray Baer : Mme Bernstein

## Distinctions
Le film a été nommé pour cinq prix du cinéma suisse et a reçu celui du meilleur acteur pour Joel Basman. Il a également été choisi par la Suisse comme représentant à l'Oscar du meilleur film international mais n'a finalement pas été retenu parmi les nominations.